# Орехово (община Битоля)
 Тази статия е за селото в Северна Македония.  За селото в България вижте Орехово.  
Орехово или Горно Орехово (изписване до 1945 година: Орѣхово; на македонска литературна норма: Орехово или Ореово) е село в община Битоля на Северна Македония.

## География
Селото се намира на 970 m, в така наречената Ореовска долина, в планината Пелистер, на 8 km от Битоля. Землището му е гористо с дъбове, орехи и иглолистни дървета.

## История
Селото се споменава в османски дефтер от 1468 година с 30 християнски семейства, а в 1568 година – с 27 християнски семейства. В османски данъчни регистри на немюсюлманското население от вилаета Манастир от 1611 – 1612 година селото е отбелязано под името Рахова с 23 джизие ханета (домакинства).
В ΧΙΧ век Орехово е село в Битолска кааза на Османската империя. В XIX век Орово е чисто българското село в Битолска каза на Османската империя. В 1848 година руският славист Виктор Григорович описва в „Очерк путешествия по Европейской Турции“ Орево като българско село. Църквата „Света Петка“ е от средата на XIX век.
Според статистиката на Васил Кънчов („Македония. Етнография и статистика“) от 1900 година Орѣхово e чисто българско село с 260 жители.
На Етнографската карта на Битолския вилает на Картографския институт в София от 1901 година Ореово е чисто българско село в Леринската каза на Битолския санджак с 9 къщи. Същевременно Бугарско Ореово е чисто българско село в Битолската каза на Битолския санджак с 31 къщи.
Според Христо Силянов след Илинденското въстание в началото на 1904 година цялото село минава под върховенството на Българската екзархия, но по данни на секретаря на Българската екзархия Димитър Мишев („La Macédoine et sa Population Chrétienne“) в 1905 година в Орехово има 240 българи патриаршисти гъркомани и работи гръцко училище.

Ορέχοβο, 1 Φεβρουαρίου 1904
Παναγιώτατε,
Οι βαθυσεβάστως υποσημειούμενοι κάτοικοι του χωρίου Ορεχόβου, της επαρχίας Πελαγωνείας, τέκνα πειθήνια της Μεγάλης του Χριστού Εκκλησίας, έχοντες συναίσθησιν της ελληνικής ημών καταγωγής, δηλούμεν δια του παρόντος, οικειοθελώς, ότι παρά τας καταπιέσεις, τας οποίας υφιστάμεθα παρά του Κομιτάτου, εμμένομεν σταθεροί εις το ελληνικόν ημών φρόνημα, αναγνωρίζοντες ως πνευματικόν ημών αρχηγόν τον Οικουμενικόν Πατριάρχην. 
Εφ’ ω και διατελούμεν μετά βαθυτάτου σεβασμού της Υμετέρας Παναγιότητος τέκνα ταπεινά.
Εν Ορεχόβω τη 1η Φεβρουαρίου 1904
Ιώβαν Τάνε Παπαχρήστο Παπακωνστάνδου, Γηώργη Σλάβε, Νήκολ Μάρκο, Κήταν Μήτρε, Κόλε Μπόιω, Ανάστο Ρήστε, Ρήστε Κόλε, Γρόσδαν Κόλε, Στόητζε Πέτκο.
Орехово, 1 февруари 1904 г.
Ваше Светейшество,
Най-почтените жители на село Орехово, в Пелагонийска епархия, послушни деца на Великата Христова църква, осъзнаващи гръцкия си произход, с настоящето заявяваме доброволно, че въпреки потисничеството, което търпим от ръцете на Комитета, ние оставаме непоколебими в гръцкото си съзнание, признавайки Вселенския патриарх за наш духовен водач.
Искрено, ние оставаме, с най-дълбоко уважение, смирени деца на Ваше Всесветейшество.
В Орехово на 1 февруари 1904 г.
Йован Тане, поп Христо Попконстантинов, Георги Славе, Никола Мрко, Китан Митре, Коле Бойо, Анасто Ристе, Ристе Коле, Гроздан Коле, Стойче Петко.
Къщите, изградени в началото на XX век, са каменни, двуетажни, с малки прозорци и балкон. Печалбарите строят големи каменни къщи. Емиграцията от Орехово започва в началото на XX век.
По време на българското управление на Вардарска Македония през Първата световна война Орехово е част от Буковска община в Битолска селска околия и има 287 жители.
На 3 май 1942 година Битолският народоосвободителен партизански отряд „Пелистер“ е открит от български военни части в корията край селото и разбит.
В 1961 година селото има 279 жители. Емиграцията е основно към Битоля, Европа и презокеанските земи.
Според преброяването от 2002 година Орехово има 23 жители всички северномакедонци.
| Националност     | Всичко |
| северномакедонци | 23     |
| албанци          | 0      |
| турци            | 0      |
| роми             | 0      |
| власи            | 0      |
| сърби            | 0      |
| бошняци          | 0      |
| други            | 0      |

## Личности
Родени в Орехово
- Теодора Стефанова, гръцка андартка, четничка на Георгиос Диконимос

Починали в Орехово
- Георги Ст. Зафиров, български военен деец, подпоручик, загинал през Първата световна война[14]
- Димче Хаджипоповски (1922-1942), югославски партизанин и деец на НОВМ
- Елпида Караманди (1920 - 1942), народен герой на Югославия
- Димитър Николовски (1921 – 1942), югославски партизанин и деец на НОВМ
- Ордан Михайловски (1921 – 1942), югославски партизанин и деец на НОВМ
- Йоска Йордановски (1921 – 1942), югославски партизанин и деец на НОВМ